# Pierujärvet
Pierujärvet är varandra näraliggande sjöar i Gällivare kommun i Lappland som ingår i Kalixälvens huvudavrinningsområde.
- Pierujärvet (Gällivare socken, Lappland, 745031-176859), sjö i Gällivare kommun, 67°01′45″N 21°58′41″Ö / 67.0291°N 21.978°Ö
- Pierujärvet (Gällivare socken, Lappland, 745060-176865), sjö i Gällivare kommun, 67°01′54″N 21°58′48″Ö / 67.0317°N 21.98°Ö